# Courcelles-lès-Semur
Courcelles-lès-Semur és un municipi francès, situat al departament de la Costa d'Or i a la regió de Borgonya - Franc Comtat. L'any 2007 tenia 228 habitants.

## Demografia

### Població
El 2007 la població de fet de Courcelles-lès-Semur era de 228 persones. Hi havia 82 famílies, de les quals 16 eren unipersonals (12 homes vivint sols i 4 dones vivint soles), 27 parelles sense fills i 39 parelles amb fills.
La població ha evolucionat segons el següent gràfic:
Habitants censats

### Habitatges
El 2007 hi havia 100 habitatges, 84 eren l'habitatge principal de la família, 7 eren segones residències i 9 estaven desocupats. Tots els 100 habitatges eren cases. Dels 84 habitatges principals, 74 estaven ocupats pels seus propietaris, 9 estaven llogats i ocupats pels llogaters i 1 estava cedit a títol gratuït; 2 tenien una cambra, 1 en tenia dues, 10 en tenien tres, 19 en tenien quatre i 53 en tenien cinc o més. 64 habitatges disposaven pel capbaix d'una plaça de pàrquing. A 29 habitatges hi havia un automòbil i a 54 n'hi havia dos o més.

### Piràmide de població
La piràmide de població per edats i sexe el 2009 era:
| Homes | Edats   | Dones |
| ----- | ------- | ----- |
| 0     | 95 o +  | 0     |
| 0     | 90 a 94 | 4     |
| 0     | 85 a 89 | 0     |
| 0     | 80 a 84 | 4     |
| 0     | 75 a 79 | 0     |
| 0     | 70 a 74 | 0     |
| 4     | 65 a 69 | 4     |
| 8     | 60 a 64 | 4     |
| 4     | 55 a 59 | 12    |
| 4     | 50 a 54 | 4     |
| 8     | 45 a 49 | 0     |
| 12    | 40 a 44 | 8     |
| 16    | 35 a 39 | 8     |
| 0     | 30 a 34 | 12    |
| 4     | 25 a 29 | 0     |
| 4     | 20 a 24 | 4     |
| 8     | 15 a 19 | 0     |
| 8     | 10 a 14 | 8     |
| 8     | 5 a 9   | 8     |
| 8     | 0 a 4   | 0     |

## Economia
El 2007 la població en edat de treballar era de 158 persones, 123 eren actives i 35 eren inactives. De les 123 persones actives 117 estaven ocupades (65 homes i 52 dones) i 6 estaven aturades (3 homes i 3 dones). De les 35 persones inactives 7 estaven jubilades, 20 estaven estudiant i 8 estaven classificades com a «altres inactius».

### Ingressos
El 2009 a Courcelles-lès-Semur hi havia 93 unitats fiscals que integraven 252 persones, la mediana anual d'ingressos fiscals per persona era de 18.878 €.

### Activitats econòmiques
Dels 11 establiments que hi havia el 2007, 3 eren d'empreses de construcció, 2 d'empreses de comerç i reparació d'automòbils, 1 d'una empresa de transport, 1 d'una empresa d'hostatgeria i restauració, 3 d'empreses de serveis i 1 d'una empresa classificada com a «altres activitats de serveis».
Dels 2 establiments de servei als particulars que hi havia el 2009, 1 era una fusteria i 1 restaurant.
L'any 2000 a Courcelles-lès-Semur hi havia 9 explotacions agrícoles que ocupaven un total de 726 hectàrees.

## Poblacions més properes
El següent diagrama mostra les poblacions més properes.